# Використання цифрових медіа та психічне здоров'я

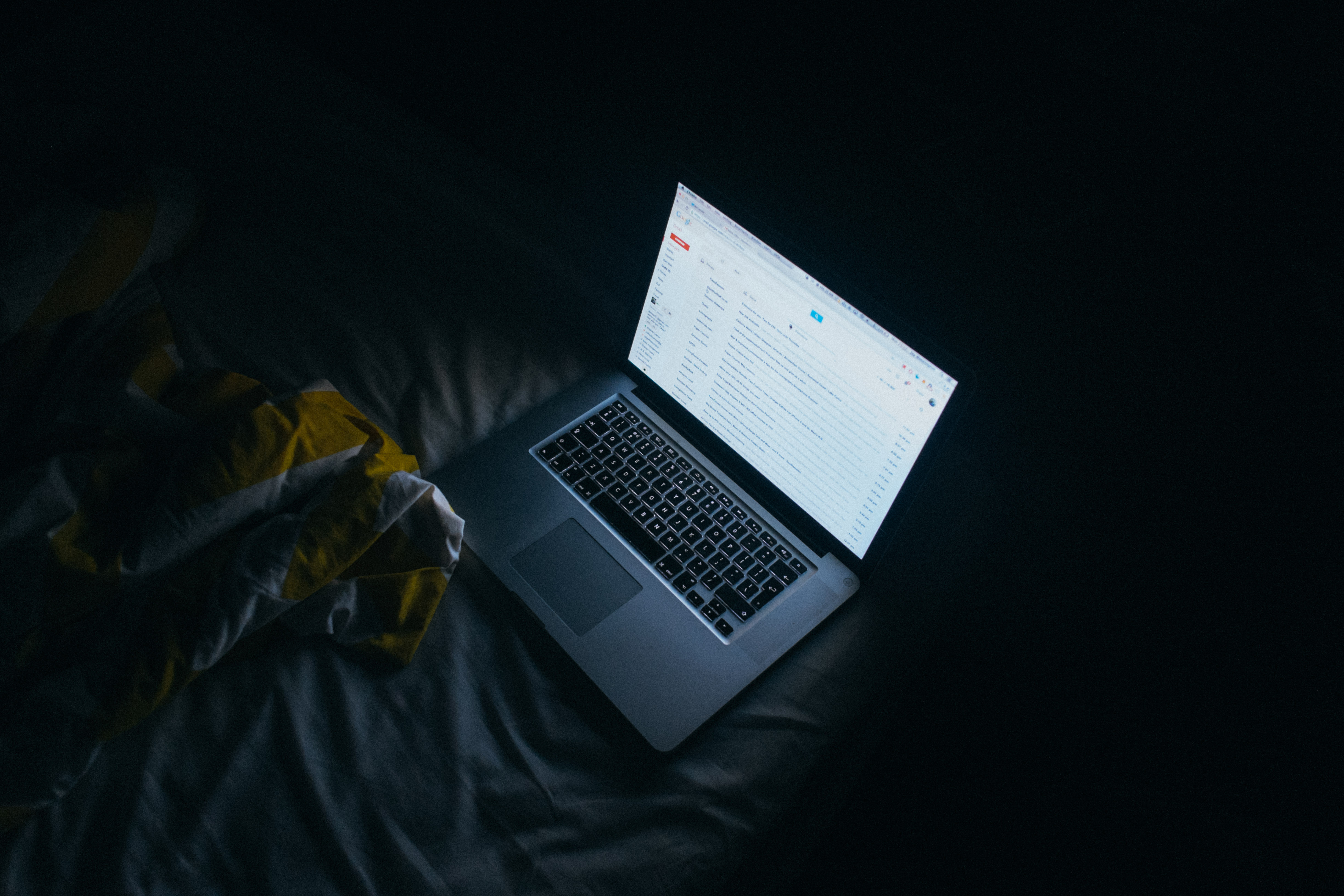
« Страх пропустити щось » може призвести до психологічного стресу від думки про те, що можна пропустити контент, опублікований іншими людьми, перебуваючи офлайн.

Зв’язок між використанням цифрових медіа та психічним здоров’ям вивчався різними дослідниками — переважно психологами, соціологами, антропологами та медичними фахівцями — особливо з середини 1990-х років, після стрімкого розвитку Всесвітньої павутини та зростання популярності текстових повідомлень. Значна кількість досліджень зосереджена на явищі “надмірного використання”, яке зазвичай називають “цифровою залежністю” або “цифровою залежністю”. Ці явища проявляються по-різному в різних суспільствах і культурах. Деякі фахівці досліджували користь помірного використання цифрових медіа в різних сферах, зокрема у сфері психічного здоров’я, а також використання новітніх технологічних рішень для лікування психічних розладів. Дослідження також свідчать, що певні форми використання цифрових медіа, наприклад онлайн-спільноти підтримки, можуть мати позитивний вплив на психічне здоров’я, хоча ці ефекти є досить складними.
Різниця між корисним і патологічним використанням цифрових медіа досі не встановлена. Наразі не існує загальноприйнятих діагностичних критеріїв для надмірного використання цифрових медіа, хоча деякі фахівці розглядають це як прояв наявних психіатричних розладів. Профілактика та лікування патологічного використання цифрових медіа не є стандартизованими, хоча були розроблені рекомендації щодо безпечного користування медіа для дітей і родин.
П’яте видання «Діагностичного та статистичного посібника з психічних розладів» (DSM-5) 2013 року, а також Міжнародна класифікація хвороб (МКХ-11) не включають окремих діагнозів для проблемного використання інтернету чи соціальних мереж; натомість МКХ-11 містить діагноз ігрового розладу (відомого також як залежність від відеоігор), у той час як DSM-5 цього не робить. Дискусії щодо того, як і коли слід діагностувати ці стани, тривають станом на 2023 рік. Також викликає сумніви використання терміна «залежність» для позначення цих явищ і діагнозів.
Цифрові медіа та час, проведений перед екранами в сучасних соціальних мережах, таких як Instagram, TikTok, Snapchat і Facebook, змінили те, як діти думають, спілкуються та розвиваються — як у позитивному, так і в негативному сенсі. Проте дослідники досі не впевнені, чи існує причинно-наслідковий зв’язок між використанням цифрових медіа та наслідками для психічного здоров’я. Здається, що ці зв’язки залежать від конкретної особистості та від того, якими саме платформами вона користується.
Більшість сучасних досліджень наголошують, що загальні висновки про вплив медіа — надто спрощені. Наприклад, одна й та сама платформа може мати протилежний ефект на різних дітей: для одного це джерело натхнення та підтримки, а для іншого — привід для тривоги, низької самооцінки чи навіть ізоляції. Такі фактори, як вік, стать, емоційна стабільність, соціальне оточення, стиль виховання, а також мета використаннясоціальних мереж, суттєво впливають на те, як саме вони діють на психіку.
Крім того, важливо розрізняти пасивне (скролінг, перегляд чужих фото) та активне (комунікація, створення контенту, участь у дискусіях) використання соцмереж — саме пасивне споживання найчастіше асоціюється з погіршенням психоемоційного стану.
Отже, поки що наука схиляється до ідеї, що немає універсальної формули, і вплив цифрових медіа слід розглядати в індивідуальному контексті.
- Alter, Adam (2017). Irresistible : the rise of addictive technology and the business of keeping us hooked. New York: Penguin Press. ISBN 978-0-7352-2284-7. OCLC 990286417.
- Bartlett, Vanessa; Bowden-Jones, Henrietta (2017). Are we all addicts now? : digital dependence. Liverpool: Liverpool University Press. ISBN 978-1-78694-081-0. OCLC 988053669.
- Young, Kimberly; de Abreu, Cristiano Nabuco (2017). Internet addiction in children and adolescents : risk factors, assessment, and treatment. New York: Springer Publishing Company. ISBN 978-0-8261-3373-1. OCLC 988278461.
- Haidt, Jonathan (2024). The Anxious Generation: How the Great Rewiring of Childhood Is Causing an Epidemic of Mental Illness. Penguin Press. ISBN 978-0-593-65503-0.
- (Звіт). ISBN 978-0-309-71316-0. {{cite report}}: Пропущений або порожній |title= (довідка)

## Історія та термінологія
Зв’язок між цифровими технологіями та психічним здоров’ям досліджувався з багатьох точок зору. Вчені виявили певні переваги використання цифрових медіа в дитячому та підлітковому розвитку. Водночас дослідники, клініцисти та широка громадськість висловлюють занепокоєння щодо нав’язливої поведінки, яку демонструють деякі користувачі цифрових медіа, особливо на тлі зростаючих кореляцій між надмірним використанням технологій і психічними проблемами.
Це занепокоєння викликане тим, що надмірне використання гаджетів часто пов’язують із симптомами депресії, тривожності, дефіциту уваги, порушеннями сну та соціальної ізоляції. Однак більшість наявних досліджень є кореляційними, тобто вони не доводять, що саме цифрові технології є причиною психічних розладів. Існує ймовірність, що люди з уже наявними психологічними труднощами частіше звертаються до цифрового середовища як до втечі або засобу самозаспокоєння.
Водночас існують і позитивні ефекти: цифрові медіа можуть сприяти розвитку креативності, комунікативних навичок, емоційного інтелекту, формувати почуття належності до спільноти — за умови помірного, свідомого й структурованого використання. Як і в багатьох інших сферах, ключову роль відіграє баланс, контекст та усвідомленість.
Терміни, що використовуються для позначення нав’язливої поведінки у використанні цифрових медіа, не є стандартизованими або загальноприйнятими. До них належать «цифрова залежність», «цифрова залежність», «проблемне використання» або «надмірне використання», часто розмежовані за типом цифрової платформи, яка вивчається (наприклад, проблемне використання смартфонів або проблемне використання інтернету).
Несконтрольоване користування технологічними пристроями може впливати на розвиток, соціальне життя, психічне і фізичне здоров’я, спричиняючи симптоми, подібні до інших синдромів психологічної залежності або поведінкових адикцій.
Фокус на проблемному використанні технологій у дослідженнях, особливо в контексті парадигми поведінкової залежності, стає дедалі більш прийнятим, незважаючи на відсутність стандартизації та суперечливі результати досліджень.
Інтернет-залежність пропонувалася як діагноз ще з 1998 року, а зв’язок соціальних мереж із залежністю почали вивчати з 2009 року. У звіті Організації економічного співробітництва та розвитку (ОЕСР) за 2018 рік зазначалося, що структуроване та обмежене використання інтернету дітьми та підлітками має позитивний вплив на розвиток і навчання, проте надмірне користування може негативно позначатися на психічному здоров’ї.
Також у звіті було відзначено загальне зростання використання інтернету серед школярів на 40% у період з 2010 до 2015 року, а також значні відмінності між країнами ОЕСР за рівнем технологічного використання дітьми й різницею у популярних платформах.
Американська психологічна асоціація рекомендує проводити навчання або тренінги для підлітків із користування соціальними мережами, щоб вони розвивали психологічно обґрунтовані компетенції та навички. Це має допомогти забезпечити балансоване, безпечне та змістовне використання соцмереж.
Діагностичний та статистичний посібник з психічних розладів (DSM) офіційно не закріпив проблемне використання цифрових медіа як окрему діагностичну категорію, але в 2013 році визнав інтернет-ігровий розлад (internet gaming disorder) як стан, що потребує подальшого вивчення.
Ігровий розлад, широко відомий як залежність від відеоігор, офіційно визнаний у Міжнародній класифікації хвороб 11-го перегляду (МКХ-11).
Різні рекомендації у DSM та МКХ частково пояснюються відсутністю одностайної думки експертів, різними акцентами в цих класифікаційних посібниках, а також складністю застосування тваринних моделей для вивчення поведінкових залежностей.
Цей розрив між офіційними класифікаціями показує, що наукове розуміння поведінкових залежностей, зокрема пов’язаних із цифровими технологіями, все ще розвивається. Особливо складно це питання через те, що поведінкові залежності не мають чітких біологічних маркерів, як це буває з хімічними залежностями. Тому фокус досліджень наразі лежить на клінічних симптомах, поведінкових паттернах і їхній взаємодії з психічним здоров’ям.
Вживання терміну «залежність» стосовно надмірного використання цифрових медіа викликало сумніви щодо його доцільності для опису нових психіатричних категорій, пов’язаних із цифровими технологіями, на відміну від того, що надмірне користування може бути проявом інших психічних розладів.
Критику також викликає порівняння цього явища із поведінкою, пов’язаною з вживанням психоактивних речовин. Недбале використання терміну «залежність» може спричинити додаткові проблеми — як недооцінку ризиків для людей із серйозними проблемами, так і перебільшення ризиків надмірного, але не патологічного користування цифровими медіа.
Перехід від терміна «залежність» до більш точного «проблемне використання» був підтриманий Панова і Карбонелл, психологами з Університету Рамона Ллуля, у їхньому огляді 2018 року.
Цей підхід більш збалансований і допомагає уникнути стигматизації користувачів, які проводять багато часу у цифровому просторі, але не мають клінічно значущих проблем. Водночас він зосереджує увагу на реальних ризиках і симптомах, які потребують уваги та можливого втручання, замість того, щоб використовувати термін «залежність» у широкому і іноді невірному сенсі.
Через відсутність загального визнання та консенсусу щодо концепцій, пов’язаних із надмірним використанням цифрових медіа, діагностика та лікування таких станів є складними для стандартизації та розробки. Підвищений рівень суспільної тривоги навколо нових медіа (включно з соціальними мережами, смартфонами та відеоіграми) ускладнює інтерпретацію досліджень на рівні населення та створює дилеми в управлінні цим питанням.
У 2019 році Рейдескі та Христакіс, редактори журналу JAMA Pediatrics, опублікували огляд, у якому розглянули «побоювання щодо впливу надмірного використання медіа на когнітивний, мовний, літературний та соціально-емоційний розвиток дітей».
Враховуючи широке розповсюдження цифрових технологій серед дітей у всьому світі, проблема є двонапрямною: вилучення цифрових пристроїв може негативно позначитися на навчанні, динаміці сімейних стосунків і загальному розвитку дитини.

## Проблемне використання
Хоча спостерігалися зв’язки між використанням цифрових медіа та симптомами або діагнозами психічних розладів, причинно-наслідковий зв’язок досі не встановлений; нюанси та застереження, опубліковані дослідниками, часто неправильно розуміються загальною публікою або спотворюються у медіа.
Проблемне використання соціальних мереж може призводити до синдрому «страху пропустити» (FoMO), при якому посилюються симптоми тривоги і психологічного стресу через страх пропустити важливий контент в інтернеті, що залишає людину з відчуттям незадоволеності або виключеності.
Погіршення психічного здоров’я, зокрема тривожних розладів і депресії, пов’язують із цифровим використанням — особливо серед молодих користувачів, які можуть бути більш вразливими до соціального порівняння.
Нейронаукові дослідження, які вказують на структурні зміни в мозку, подібні до поведінкових залежностей, не виявили конкретних біологічних або нейронних процесів, що могли б спричиняти надмірне користування цифровими медіа.
Коли людина страждає на синдром «страху пропустити» (FoMO), вона частіше постійно перевіряє свої акаунти в соціальних мережах за допомогою особистих пристроїв, щоб бути в курсі подій у своєму соціальному оточенні. Ця постійна потреба перевіряти інформацію у соцмережах викликає відчуття тривоги, що штовхає людину до проблемного використання соціальних мереж.

### Екранний час та психічне здоров'я
Деякі типи потенційно проблемного використання інтернету пов’язують із психіатричними або поведінковими проблемами, такими як депресія, тривога, ворожість, агресія та синдром дефіциту уваги з гіперактивністю (СДУГ). Однак дослідження не змогли встановити причинно-наслідкові зв’язки: наприклад, не було зрозуміло, чи люди з депресією можуть надмірно користуватися інтернетом через вже наявний стан депресії, чи надмірне користування інтернетом викликає депресію.
Деякі дослідження також припускають, що соціальні мережі можуть мати як негативні, так і позитивні ефекти, залежно від конкретного контексту і особистості користувача. Хоча надмірне використання цифрових медіа пов’язують із симптомами депресії, іноді цифрові медіа можуть допомагати покращувати настрій.
Симптоми СДУГ позитивно корелюють з використанням цифрових медіа за результатами великого перспективного дослідження. Симптом гіперфокусу при СДУГ може призводити до надмірного використання відеоігор, соціальних мереж або онлайн-чатів; однак кореляція між гіперфокусом і проблемним використанням соціальних мереж є слабкою.
Огляд 2018 року виявив зв’язок між самозвітами про психічні симптоми користувачів китайської соціальної мережі WeChat та надмірним використанням цієї платформи. Проте саме мотивації та патерни використання WeChat впливали на загальний психологічний стан, а не просто кількість часу, проведеного на платформі.
Докази, хоча здебільшого низької або середньої якості, демонструють кореляцію між тривалим перебуванням перед екраном та різними фізичними і психічними проблемами зі здоров’ям. Проте помірне використання цифрових медіа пов’язують із позитивними результатами, зокрема покращенням соціальної інтеграції, психічного здоров’я та загального благополуччя молоді. Насправді деякі цифрові платформи, за умови помірного використання, навіть асоціюються з покращенням психічного здоров’я.
У огляді 2022 року було виявлено, що щодо добробуту підлітків, можливо, надто багато уваги приділяється пошуку негативної кореляції між цифровими технологіями та їхнім благополуччям. Навіть якщо така негативна кореляція і виявляється, її вплив, ймовірно, є мінімальним і майже не впливає на добробут чи якість життя підлітків.

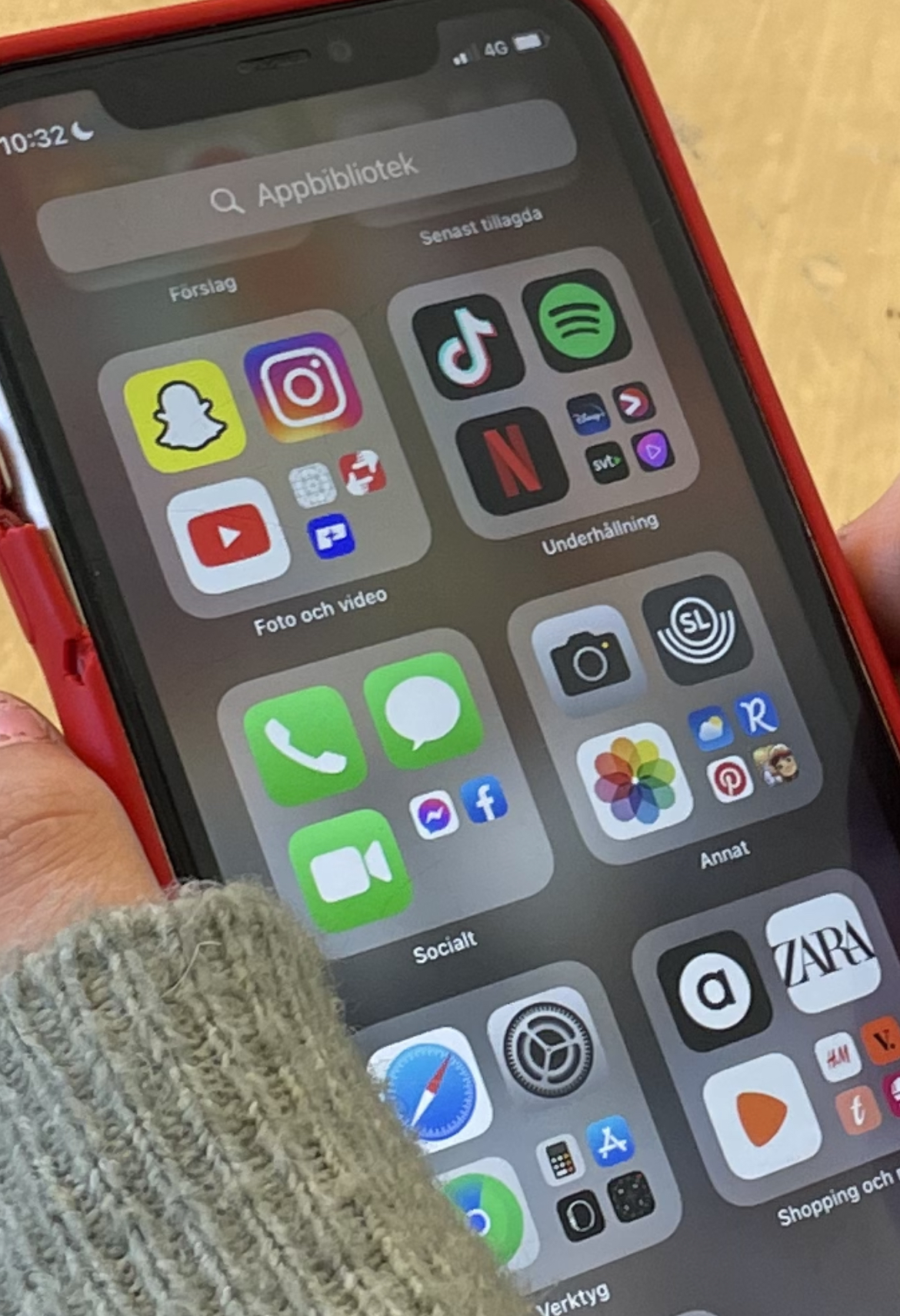
Додатки соціальних мереж, за допомогою яких користувачі можуть легко отримувати доступ до соціальних стрічок, отримувати сповіщення про новий контент та спілкуватися з іншими в режимі реального часу.

### Соціальні мережі та психічне здоров'я
Надмірне використання соціальних мереж може бути шкідливішим, ніж загалом час, проведений перед цифровими екранами, особливо для молоді. Деякі дослідження виявили «значний» зв’язок між використанням соціальних мереж і проблемами психічного здоров’я, однак більшість досліджень знаходять лише слабкий або непослідовний зв’язок.
Соціальні мережі можуть мати як позитивний, так і негативний вплив на психічне здоров’я; те, чи буде загальний ефект шкідливим чи корисним, може залежати від різних чинників, зокрема від якості та кількості використання соціальних мереж. У випадку людей віком понад 65 років, дослідження показали, що високий рівень активності в соціальних мережах пов’язаний із загалом позитивними наслідками, такими як процвітання, хоча досі незрозуміло, чи саме використання соціальних мереж є причиною цих результатів.
Соціальні мережі можуть бути корисними для людини як інструмент, який за правильного використання здатен мати позитивний вплив як в онлайн-, так і в офлайн-середовищі. Для підлітків соціальні мережі можуть бути особливо корисними — вони дозволяють будувати та підтримувати стосунки як онлайн, так і в реальному житті, отримувати доступ до інформації, спілкуватися з іншими в режимі реального часу, а також виражати себе шляхом створення та взаємодії з контентом.
Однак соціальні мережі можуть бути й шкідливими у разі неправильного використання. Підлітки, які користуються соціальними мережами, можуть наражатися на ризики або бути підданими негативному впливу, зокрема: кібербулінгу, сексуальним хижакам, дорослому контенту, матеріалам про вживання психоактивних речовин, а також контенту, який пропагує нереалістичні уявлення про людей та стиль життя.
Цифрові технології зазвичай більше орієнтовані на гедоністичне благополуччя, коли користувачі стикаються з контентом, що викликає радість і сміх у відповідь на позитивні матеріали, а також злість і смуток — у відповідь на негативні. Однак такі негативні впливи на підлітків або будь-яких користувачів соціальних мереж, як правило, мають лише тимчасовий ефект на психічне здоров’я і не спричиняють тривалого впливу на якість життя та загальне задоволення життям.
Коли підлітків запитали про кількість часу, проведеного в соціальних мережах, 55 відсотків відповіли, що витрачають на це «помірну» або «правильну» кількість часу. 35 відсотків підлітків повідомили, що проводять у соціальних мережах надто багато часу, тоді як 8 відсотків вважають, що витрачають на них надто мало часу.

#### Молодь
95 % людей віком від 13 до 17 років повідомили, що користуються якоюсь формою соціальних мереж. Майже дві третини підлітків зазначили, що використовують соціальні мережі щодня. Соціальні мережі для молоді мають як переваги, так і ризики. Діти, які проводять у соціальних мережах понад 3 години на день, піддаються підвищеному ризику виникнення проблем, зокрема — депресії, тривожних розладів та навіть суїцидальних думок.

### Запропоновані діагностичні категорії
Ігровий розлад був визнаний таким, що потребує подальшого вивчення, Робочою групою DSM-5 (у межах підкатегорії — інтернет-ігровий розлад), і був включений до класифікації хвороб МКХ-11.
Однак включення цього діагнозу викликало занепокоєння серед дослідників, зокрема Аарсет і його колег, які висловили побоювання щодо можливої стигматизації людей, які багато грають у відеоігри.
Хрістакіс заявив, що інтернет-залежність може бути «епідемією XXI століття». У 2018 році він зауважив, що надмірне використання інтернету в дитячому віці може бути формою «неконтрольованого експерименту над дітьми».
Міжнародні оцінки поширеності надмірного використання інтернету значно різняться залежно від країни. Метааналіз 2014 року, що охопив 31 країну, показав загальний світовий рівень поширеності на рівні 6 %.
Іншу точку зору в 2018 році запропонували Музетті з колегами, які переосмислили інтернет як невід’ємне та повсюдне соціальне середовище сучасного суспільства, а не просто інструмент, і тим самим закликали до перегляду моделі інтернет-залежності.
Деякі медичні та поведінкові науковці рекомендують додати діагноз «залежність від соціальних мереж» (або схожий за змістом) до наступного оновлення Діагностичного та статистичного посібника з психічних розладів(DSM).
Огляд 2015 року дійшов висновку про ймовірний зв’язок між базовими психологічними потребами та залежністю від соціальних мереж. У ньому зазначалося: «Користувачі соціальних мереж шукають зворотний зв’язок — і отримують його миттєво від сотень людей. Можна стверджувати, що ці платформи спеціально створені так, щоб “підсадити” користувачів».
Інтернет-сексуальна залежність, також відома як кіберсексуальна залежність, була запропонована як сексуальна залежність, що характеризується віртуальною сексуальною активністю в Інтернеті, яка спричиняє серйозні негативні наслідки для фізичного, психічного, соціального та/або фінансового благополуччя людини.   Це можна вважати формою проблемного користування Інтернетом. 

### Супутні явища

#### Проблеми з азартними іграми онлайн
Огляд 2015 року виявив докази вищої частоти психічних коморбідностей, а також більшого вживання психоактивних речовин серед інтернет-гравців порівняно з тими, хто грає офлайн. Проте причинно-наслідковий зв’язок ще не встановлено. У огляді також висловлюється припущення, що між групами інтернет-гравців і гравців у наземних закладах можуть існувати відмінності.

#### Кібербулінг
Кібербулінг — цькування або домагання з використанням соціальних мереж чи інших електронних засобів — має підтверджений вплив на психічне здоров’я. Жертви кібербулінгу можуть мати знижену самооцінку, посилені суїцидальні думки, знижену мотивацію до звичних захоплень, а також різноманітні емоційні реакції, такі як страх, розчарування, гнів, тривога чи депресія. Ці постраждалі також можуть почати віддалятися від друзів та членів родини.
Згідно з проєктом EU Kids Online, випадки кібербулінгу серед дітей віком від 8 до 16 років у семи європейських країнах зросли з 8% до 12% у період між 2010 і 2014 роками. Подібне зростання було зафіксоване також у Сполучених Штатах та Бразилії.

#### Багатозадачність медіа
Одночасне використання кількох цифрових медіа, відоме як медіа-мультизадачність, пов’язане з депресивними симптомами, соціальною тривожністю, імпульсивністю, пошуком сильних відчуттів, нижчим відчуттям соціального успіху та нейротизмом.
Огляд 2018 року показав, що хоча наукові дані є обмеженими й неоднонозначними, загалом активні медіа-мультизадачники демонструють гірші результати у кількох когнітивних сферах. Один із авторів зазначив, що наявні дані не “однозначно свідчать про те, що медіа-мультизадачність спричиняє зміни в увазі та пам’яті”, тому можна стверджувати, що мультизадачність у цифрових медіа є неефективною.

#### Неуважне використання дороги
Систематичний огляд 2023 року, що охопив 47 вибірок із 45 досліджень, які вивчали зв’язок між проблемним використанням мобільних телефонів і безпекою на дорозі, виявив, що проблемне користування мобільним телефоном пов’язане з підвищеним ризиком одночасного використання телефону під час перебування на дорозі, а також із більшою ймовірністю дорожньо-транспортних пригод і зіткнень з пішоходами чи падінь.

#### Втрата слуху, спричинена шумом
Систематичний огляд 2024 року, який охопив 14 досліджень, що вивчали зв’язок між шумовою втратою слуху та грою у відеоігри й кіберспорт, виявив значущий зв’язок між іграми та втратою слуху або тинітусом. Також було встановлено, що середні рівні звуку під час ігор у учасників (в середньому 3 години на тиждень) перевищували або майже досягали допустимих меж шумового навантаження.
Фізичні впливи
Тривале використання екранів пов’язують із поганою поставою, напругою очей і зниженням фізичної активності, що може сприяти розвитку більш серйозних проблем зі здоров’ям, таких як ожиріння, болі в опорно-руховій системі та навіть серцево-судинні захворювання. Малорухливий спосіб життя, особливо в поєднанні з нездоровими харчовими звичками під час користування екранами, підвищує ризик довготривалих ускладнень для здоров’я. Крім того, вплив синього світла від екранів може порушувати режим сну, знижуючи його якість і впливаючи на загальне фізичне відновлення.

### Оцінка та лікування
Систематична, доказова оцінка проблемного використання цифрових медіа ще не була повністю встановлена. Частково це пов’язано з відсутністю консенсусу щодо різних понять і відсутністю стандартизації методів лікування. Американська академія педіатрії (AAP) розробила План сімейного медіа, який має допомогти батькам оцінити та безпечніше організувати використання електронних пристроїв і медіа в родині. Вона рекомендує обмежити час розважального користування екранами до двох годин або менше на день. Канадське педіатричне товариство створило подібні рекомендації. Психолог Фергюсон критикував ці та інші національні рекомендації за відсутність доказової бази. Інші експерти, цитовані в огляді літератури Офісу досліджень UNICEF 2017 року, радять більше зосереджуватися на потенційних прихованих проблемах, ніж на довільному встановленні обмежень часу користування екранами.
Розроблено різні методики для оцінки патологічного використання інтернету, здебільшого у вигляді самооцінювальних опитувальників, але жодна з них не визнана універсальним «золотим стандартом». Для ігрового розладу як Американська психіатрична асоціація, так і Всесвітня організація охорони здоров’я (через МКХ-11) оприлюднили діагностичні критерії.
Існують обмежені докази ефективності когнітивно-поведінкової терапії та сімейно-орієнтованих втручань у лікуванні проблемного використання інтернету. У рандомізованих контрольованих дослідженнях медикаменти не показали ефективності. Дослідження 2016 року за участю 901 підлітка припустило, що практика усвідомленості (mindfulness) може допомогти у профілактиці та лікуванні проблемного використання інтернету. Звіт парламенту Великої Британії 2019 року визнав залученість батьків, їхню обізнаність і підтримку ключовими для розвитку «цифрової стійкості» молоді, а також для виявлення та управління ризиками шкоди в онлайні. У деяких країнах почали активно відкривати центри лікування: Китай і Південна Корея розглядають цифрову залежність як проблему охорони здоров’я, відкривши відповідно 300 і 190 таких центрів по всій країні. Інші країни також відкрили подібні заклади.
Неприбуткові організації, групи підтримки та адвокації надають ресурси людям, які надмірно використовують цифрові медіа, незалежно від наявності офіційного діагнозу, включно з Американською академією дитячої та підліткової психіатрії.
Дослідження 2022 року описує механізми, за допомогою яких стресори, передані через медіа, впливають на психічне благополуччя. Автори припускають, що спільним чинником, пов’язаним із проблемами у сприйнятті реальності через медіа, є підвищена невизначеність, яка спричиняє захисні реакції та хронічний стрес у схильних до цього осіб.

## Супутні психічні розлади

### СДУГ
Метааналізи та систематичні огляди досліджень показали зв’язок між використанням інтернету, розладами, пов’язаними з іграми, використанням соціальних мереж і синдромом дефіциту уваги та гіперактивності (СДУГ) або симптомами СДУГ, включно з імпульсивними рисами; однак зв’язки та причинно-наслідкові взаємодії залишаються неясними. Існують певні докази двонаправлених взаємовідносин, за яких люди з СДУГ можуть частіше стикатися з проблемним використанням інтернету чи ігор, а інтенсивне користування цифровими медіа може посилювати вже наявні симптоми СДУГ.

### Тривога
Існують докази слабких та помірних зв’язків між ігровим розладом або використанням смартфонів та соціальною тривожністю й симптомами депресії, а також номофобією (страхом залишитися без мобільного телефону). Однак ці зв’язки не є причинними, і природа цих взаємовідносин неясна. Існують також певні докази двонаправленості цих взаємовідносин. Систематичні огляди містять деякі суперечливі результати. Крім того, виявлено зв’язок між кількістю особистої інформації, що завантажується в мережу, та залежною поведінкою у соціальних мережах, що корелює з тривожністю.

### Аутизм
У серпні 2015 року NeuroTribes ідентифікував цифрові спільноти аутистів, такі як Autism Network International, Wrong Planet і розсилку Autism List при Університеті Святого Йоана (Нью-Йорк). Стів Сільберман стверджував, що ці спільноти «надали природний дім», де аутистичні члени «могли взаємодіяти у власному темпі». Джим Сінклер (активіст) був учасником Autism List і брав участь у заснуванні Autism Network International.
Систематичний огляд 2018 року, що охоплював 47 досліджень, опублікованих з 2005 по 2016 рік, дійшов висновку, що зв’язок між аутизмом та часом, проведеним перед екранами, є неоднозначним. Інший систематичний огляд 2019 року, який охоплював 16 досліджень, показав, що діти та підлітки з аутизмом проводять більше часу перед екранами, ніж їхні ровесники без аутизму, і що це починається у молодшому віці. Систематичний огляд 2021 року, який проаналізував 12 досліджень залежності від відеоігор серед аутистичних осіб, виявив, що діти, підлітки та дорослі з аутизмом мають вищий ризик залежності від відеоігор порівняно з неаутистичними дорослими, а також що внутрішні й зовнішні фактори (стать, проблеми з увагою та опозиційною поведінкою, соціальні аспекти, доступ і час гри, батьківські правила та жанр гри) є значними передбачувальними чинниками залежності від відеоігор у аутистичних осіб. Систематичний огляд 2022 року, що включав 21 дослідження, які вивчали зв’язки між аутизмом, проблемним використанням інтернету та ігровим розладом, показав, що більшість досліджень виявили позитивні асоціації між цими розладами.
1. 2018 систематичний огляд (47 досліджень, 2005–2016) — зробив висновок, що зв’язок між аутизмом і часом, проведеним перед екраном, є недостатньо підтвердженим і inconclusive, тобто не однозначним.[1] Це свідчить про те, що поки що немає чітких доказів прямого впливу або специфічних рис, які можна пов’язати з аутизмом та кількістю часу на екрані.
2. 2019 огляд (16 досліджень) виявив, що діти та підлітки з аутизмом проводять більше часу за екранами, ніж їхні однолітки з типовим розвитком, і починають це робити раніше.[2] Це вже більш конкретне спостереження, яке може свідчити про особливості поведінки чи потреби у цій групі.
3. 2021 огляд (12 досліджень) щодо відеоігрової залежності серед аутистів показав, що діти, підлітки та дорослі з аутизмом мають вищий ризик залежності від відеоігор, ніж неаутистичні дорослі.[3] При цьому ключові чинники ризику включають стать, проблеми з увагою, опозиційну поведінку, соціальні аспекти, час і доступ до ігор, правила батьків і жанр ігор — це важливо для розуміння, які саме аспекти слід враховувати при профілактиці та лікуванні.
4. 2022 огляд (21 дослідження) виявив, що більшість досліджень демонструють позитивний зв’язок між аутизмом, проблемним інтернет-користуванням і геймінговим розладом.[4] Це підтверджує, що для аутистів характерні певні ризики у сфері цифрової залежності.

Ще один систематичний огляд 2022 року, що охоплював 10 досліджень, виявив, що у аутистичних осіб було більше симптомів проблемного використання інтернету порівняно з контрольною групою, більший час онлайн, раніший вік першого використання інтернету, а також більш виражені симптоми депресії та СДУГ (синдром дефіциту уваги з гіперактивністю). Метаналіз 2023 року, що включав 46 досліджень з загальною кількістю 562 131 учасника, дійшов висновку, що хоча час, проведений перед екраном, може бути фактором розвитку аутизму в дитинстві, зв’язок між аутизмом і часом перед екраном не був статистично значущим після врахування упередженості публікацій.
1. 2022 систематичний огляд (10 досліджень) — виявив, що аутичні особи мали більше симптомів проблемного інтернет-користування, більший час онлайн і раніший початок використання інтернету, а також вищі симптоми депресії і СДУГ у порівнянні з контрольними групами.[1] Це дуже релевантно, бо показує мультифакторну складність проблем: не лише поведінкові особливості, але й супутні психічні стани, які можуть ускладнювати ситуацію.
2. 2023 мета-аналіз (46 досліджень, 562,131 осіб) зробив висновок, що хоча час, проведений перед екраном, потенційно може бути пов’язаний із розвитком аутизму в дитинстві, при врахуванні публікаційного зсуву (publication bias) статистично значущого зв’язку не виявлено.[2] Це вказує на те, що багато попередніх досліджень могли мати методологічні обмеження або публікувалися переважно позитивні результати, що створює хибне враження про зв’язок.

### Біполярний розлад
В останні роки дослідники все більше уваги приділяють впливу цифрових медіа на психічне здоров’я, зокрема на перебіг і симптоматику біполярного розладу. Цифрові медіа включають соціальні мережі, месенджери, форуми, онлайн-ігри, відео платформи та інші форми інтернет-комунікації.

#### Вплив на симптоми
- Маніакальні епізоди і цифрова активність: Під час манії або гіпоманії пацієнти можуть демонструвати підвищену активність у цифровому середовищі, зокрема збільшувати кількість публікацій у соціальних мережах, проявляти надмірну комунікабельність, імпульсивно витрачати гроші через онлайн-покупки або азартні ігри, що потенційно може погіршувати симптоми та збільшувати ризик негативних наслідків.
- Депресивні епізоди і ізоляція: Під час депресії користувачі можуть відчувати зниження мотивації для спілкування в цифровому просторі, що поглиблює соціальну ізоляцію. Водночас, безконтрольне переглядання контенту (наприклад, тривалий час у соцмережах) може посилювати почуття самотності, тривоги та смутку.

### Депресія
Існує все більше доказів, що свідчать про зв’язок між поведінкою, пов’язаною з екраном, та симптомами депресії або клінічною депресією. Дослідження серед різних груп населення, включаючи різні вікові категорії, статі та культури, показують невеликі до помірних асоціацій між цими видами поведінки та симптомами депресії, причому проблемне використання пов’язане з депресією сильніше, ніж загальне використання. Хоча деякі дослідження припускають, що ці асоціації можуть бути двонаправленими або впливатися такими факторами, як соціальна підтримка чи тип контенту, загальна спрямованість результатів вказує на поведінку з використанням екранів як потенційний фактор ризику виникнення депресивних симптомів у людини. Сила та характер цих асоціацій, за повідомленнями, варіюються і можуть залежати від способу використання, індивідуальних вразливостей і географічного контексту. Причинно-наслідковий зв’язок залишається неясним.

### Сон
Якість сну та час, проведений перед екраном або використання цифрових медіа, пов’язані між собою, зокрема в дослідженнях, які розглядали тип медіа, час доби та вік людини. Вивчали різні проблеми або наслідки сну, зокрема зменшення тривалості сну, збільшення часу засипання, зміни у швидкому русі очей (REM-сні) та повільнохвильовому сні, підвищену сонливість і суб’єктивне відчуття втоми, а також погіршення уваги після сну та вербальної пам’яті.

### Нарцисизм
Існують повідомлення про позитивні кореляції між грандіозним нарцисизмом та використанням соціальних мереж, що підкреслює можливий зв’язок між часом, проведеним у соціальних мережах, частотою оновлення статусів, кількістю друзів або підписників та частотою публікації цифрових автопортретів.

### Обсесивно-компульсивний розлад
Цифрові медіа мають складний вплив на симптоми та перебіг ОКР, водночас можуть бути як фактором ризику, так і інструментом підтримки.

#### Вплив на симптоми
- Підсилення нав’язливих думок: Постійний доступ до інформації в інтернеті може активувати або загострювати обсесивні симптоми. Наприклад, надмірне вивчення медичних симптомів (так званий “медичний киберконденс”) або пошук інформації про безпеку і чистоту може підживлювати тривогу та примусові ритуали.
- Поширення компульсивної поведінки в цифровому просторі: Для деяких пацієнтів компульсивна поведінка може трансформуватися у цифрову форму — часте перевіряння соціальних мереж, електронної пошти, або повторне оновлення сторінок. Це може призводити до порушень концентрації, зниження продуктивності і збільшення тривоги.

#### Ризики та виклики
- Інформаційне перевантаження і тривожність: Велика кількість суперечливої або тривожної інформації в інтернеті може поглиблювати симптоми ОКР, провокуючи надмірне занепокоєння та компульсивне перевіряння.
- Кібербулінг та соціальна ізоляція: Негативні взаємодії в соціальних мережах можуть підсилювати почуття сорому і тривоги, що характерно для багатьох людей з ОКР, посилюючи симптоматику та викликаючи депресивні стани.

## Користь для психічного здоров'я

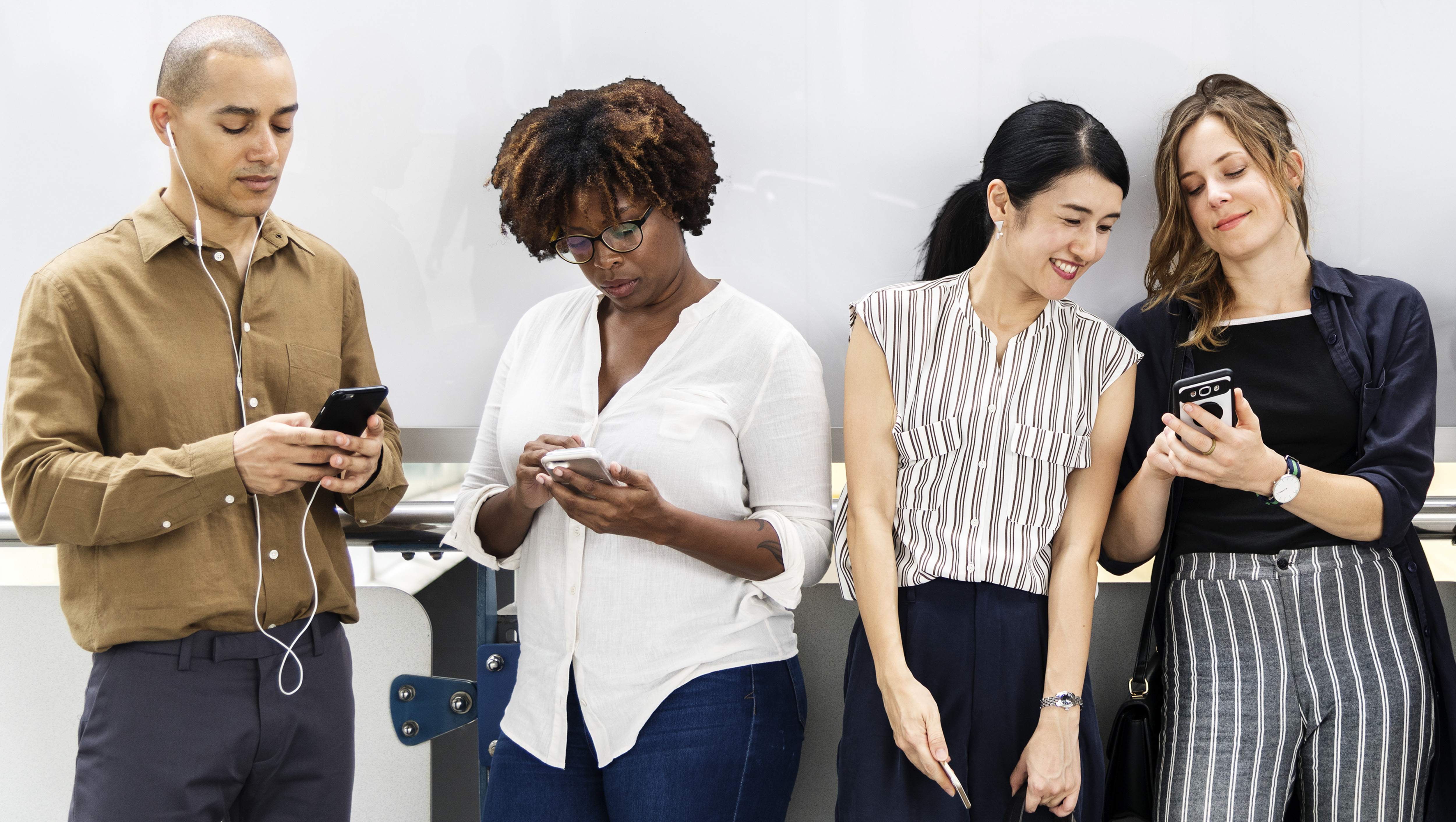
Смартфони та інші цифрові пристрої є повсюдними в багатьох суспільствах.

Існують певні докази того, що люди з психічними захворюваннями можуть отримувати позитивні результати від використання цифрових медіа, наприклад, можливість налагоджувати соціальні зв’язки через соціальні мережі та відчувати соціальне включення в онлайн-спільнотах. Цифрові спільноти або соціальні мережі також можуть надати деяким людям із психічними захворюваннями можливість ділитися особистими історіями в сприйнято безпечному просторі, а також отримувати підтримку однолітків для розвитку стратегій подолання. Є повідомлення про те, що люди уникають стигматизації і здобувають глибше розуміння свого психічного стану, включно з потенційною можливістю діалогу з медичними працівниками, як переваги використання соціальних мереж. Однак це супроводжується типовими ризиками цифрових медіа, такими як можливість шкідливого впливу, дезінформації та затримки доступу до традиційних служб психічного здоров’я.
Інші переваги включають можливість встановлення зв’язків із підтримуючими онлайн-спільнотами, зокрема спільнотами, присвяченими певним захворюванням або інвалідності, а також спільнотою LGBTQIA. Молоді люди з онкологічними захворюваннями повідомляли про покращення своїх навичок подолання завдяки участі в онлайн-спільноті.
Крім того, у дітей використання цифрових медіа може мати освітні переваги. Наприклад, програми на основі екранів можуть сприяти як індивідуальному, так і колективному навчанню. Різноманітні якісні додатки та програмне забезпечення можуть зменшувати прогалини у навчанні та підвищувати навички в певних освітніх предметах. Переваги (та ризики) також можуть бути специфічними для культур і географічних регіонів.
Молоді люди можуть мати різний досвід в інтернеті залежно від їх соціально-економічного становища, при цьому молодь з нижчим доходом може проводити до трьох годин більше на день, використовуючи цифрові пристрої, порівняно з молоддю з вищим доходом. Молодь з нижчим доходом, яка вже є вразливою до психічних захворювань, може бути більш пасивною в своїй онлайн-активності, більше піддаватися негативним відгукам в інтернеті та мати труднощі з саморегуляцією використання цифрових медіа. Вважається, що це може бути новою формою цифрового розриву між молоддю, яка перебуває у зоні ризику, та іншими молодими людьми, при цьому існуючі ризики психічних захворювань посилюються серед уже вразливої популяції.

## Вплив на когнітивні функції

### Вплив на увагу
- Фрагментація уваги: Постійні сповіщення, швидка зміна контенту та мультитаскінг у цифровому середовищі сприяють розсіюванню уваги та зниженню здатності концентруватися на одній задачі тривалий час.
- Зниження здатності до глибокого мислення: Інтенсивне користування соціальними мережами і швидкими інформаційними потоками може призводити до поверхневого сприйняття інформації, зменшуючи здатність до критичного аналізу і глибокого розуміння.

### Вплив на пам’ять
- Залежність від зовнішніх джерел інформації: Через поширеність пошукових систем і цифрових архівів люди все частіше покладаються на зовнішні носії інформації (так званий ефект “Google-ефект”), що може знижувати здатність запам’ятовувати та утримувати інформацію в довготривалій пам’яті.
- Вплив на робочу пам’ять: Часті переключення між завданнями і інформаційними потоками можуть перевантажувати робочу пам’ять, знижуючи ефективність обробки та запам’ятовування нових даних.

## Вплив на соціальне життя

### Позитивний вплив на соціальні взаємодії
- Розширення соціальних мереж: Цифрові медіа дають змогу підтримувати контакти з друзями, родиною, колегами, а також знайомитися з новими людьми незалежно від географічного розташування.
- Підтримка соціальної підтримки: Онлайн-групи підтримки, форуми та соціальні мережі сприяють емоційній підтримці, особливо для людей із рідкісними захворюваннями чи психічними розладами, які можуть відчувати ізоляцію в офлайн-середовищі.
- Доступність спілкування: Цифрові платформи забезпечують зручний спосіб комунікації для людей із обмеженими можливостями, соціальною тривожністю або тих, хто через обставини не може легко зустрічатися особисто.

### Негативний вплив на соціальне життя
- Поверхневе спілкування: Часте використання цифрових медіа може призводити до зниження якості міжособистісних взаємодій через обмежену невербальну комунікацію, що важливо для глибокого емоційного контакту.
- Підвищення соціальної ізоляції: Парадоксально, але надмірне занурення в онлайн-світ іноді сприяє відчуженню від реального соціального оточення і посилює почуття самотності.
- Феномен «страху пропустити» (FOMO): Постійний перегляд соціальних мереж може викликати тривогу через відчуття, що інші живуть більш насиченим і щасливим життям, що може погіршувати самооцінку і збільшувати стрес.
- Кібербулінг і токсична взаємодія: Онлайн-середовище іноді сприяє агресії, цькуванню і негативним взаємодіям, які шкодять психічному здоров’ю і соціальній адаптації користувачів.

### Вплив на розвиток соціальних навичок
- Зниження навичок живого спілкування: Тривале користування цифровими медіа може зменшувати практику та розвиток соціальних навичок, особливо у дітей і підлітків.
- Зміни у соціальній поведінці: Віртуальні взаємодії іноді формують нові форми поведінки і комунікації, які не завжди позитивно переносяться у реальний світ.

## Пом'якшення наслідків

### Промисловість
Декілька технологічних компаній впровадили зміни з метою зменшення негативних наслідків надмірного використання їхніх платформ.
У грудні 2017 року Facebook визнав, що пасивне споживання соціальних мереж може шкодити психічному здоров’ю, хоча активна взаємодія може мати позитивний ефект. У січні 2018 року платформа внесла значні зміни для підвищення залученості користувачів. У січні 2019 року тодішній керівник глобальних справ Facebook Нік Клегг, відповідаючи на критику Facebook і занепокоєння щодо психічного здоров’я, заявив, що компанія зробить «все можливе, щоб зробити це середовище безпечнішим в інтернеті, особливо для молоді». Facebook визнав «велику відповідальність» перед світовою спільнотою та запросив регулювання з боку урядів. У 2018 році Facebook та Instagram оголосили про нові інструменти, які, на їхню думку, можуть допомогти у боротьбі з надмірним використанням їхніх продуктів. У 2019 році Instagram, який був предметом спеціального дослідження з питань залежності, розпочав тестування зміни платформи в Канаді, щоб приховати кількість «лайків» і переглядів фотографій та відео з метою створення «менш напруженого» середовища. Потім це випробування продовжили в Австралії, Італії, Ірландії, Японії, Бразилії та Новій Зеландії, перш ніж у листопаді того ж року поширити експеримент на весь світ. Платформа також розробила штучний інтелект для боротьби з кібербулінгом.
У 2018 році компанія Alphabet Inc. випустила оновлення для смартфонів на Android, яке включало додаток-панель для користувачів, що дозволяє встановлювати таймери на використання додатків. Apple Inc. придбала сторонній додаток і включила його в iOS 12 для вимірювання «часу перед екраном». Журналісти ставили під сумнів функціональність цих продуктів для користувачів і батьків, а також мотивацію компаній щодо їх впровадження. Alphabet також інвестувала в спеціаліста з психічного здоров’я Quartet, який використовує машинне навчання для співпраці та координації цифрового надання послуг у сфері психічного здоров’я.
У 2018 році два активістські інвестори Apple Inc. висловили занепокоєння щодо змісту і кількості часу, який проводять молоді користувачі. Вони закликали Apple Inc. вжити заходів до того, як регулятори та споживачі потенційно змусить їх це зробити. Apple Inc. відповіла, що вони «завжди дбали про дітей і наполегливо працюють над створенням потужних продуктів, які надихають, розважають і навчають дітей, одночасно допомагаючи батькам захищати їх в інтернеті». Компанія планує нові функції, які, за їхніми словами, можуть дозволити їм відігравати провідну роль у сфері здоров’я молоді.

### Державний сектор
У Китаї, Японії, Південній Кореї та Сполучених Штатах урядові зусилля були впроваджені для вирішення проблем, пов’язаних із використанням цифрових медіа та психічним здоров’ям.
Міністерство культури Китаю з 2006 року впроваджує кілька заходів громадського здоров’я для боротьби з ігровими та інтернет-залежностями. У 2007 році було введено «Антиаддиктивну систему онлайн-ігор» для неповнолітніх, яка обмежує їхнє використання до 3 годин на день або менше. Міністерство також запропонувало «Комплексну програму профілактики ігрової залежності у неповнолітніх» у 2013 році для підтримки досліджень, особливо щодо методів діагностики та втручання. Міністерство освіти Китаю у 2018 році оголосило про впровадження нових правил, що додатково обмежують час, який неповнолітні можуть проводити в онлайн-іграх. У відповідь Tencent, власник WeChat і найбільший у світі видавець відеоігор, обмежив час, який діти можуть витрачати на одну зі своїх онлайн-ігор: до однієї години на день для дітей до 12 років і до двох годин для дітей віком 13–18 років. З 2 вересня 2023 року особи молодше 18 років більше не можуть користуватися Інтернетом на мобільних пристроях між 22:00 та 6:00 без батьківського обходу. Використання смартфонів також за замовчуванням обмежене до 40 хвилин на день для дітей молодше восьми років і до двох годин для 16- та 17-річних.
Міністерство внутрішніх справ та комунікацій Японії координує заходи громадського здоров’я, пов’язані з проблемним використанням Інтернету та ігровими розладами. Закон про розвиток середовища, яке забезпечує безпечне та надійне використання Інтернету для молоді, був ухвалений у 2008 році з метою сприяння кампаніям з підвищення обізнаності громадськості та підтримки неурядових організацій, які навчають молодь навичкам безпечного користування Інтернетом.
У Південній Кореї вісім урядових міністерств відповідають за заходи громадського здоров’я, пов’язані з інтернет- та ігровими розладами. Оглядова стаття, опублікована в журналі Prevention Science у 2018 році, зазначила, що «цей регіон є унікальним тим, що його уряд перебуває на передовій профілактичних заходів, особливо в порівнянні зі Сполученими Штатами, Західною Європою та Океанією». Координація зусиль здійснюється Міністерством науки та інформаційних і комунікаційних технологій, і включає кампанії з підвищення обізнаності, освітні втручання, центри консультування молоді та популяризацію здорової онлайн-культури.
У липні 2022 року сенатори Річард Блументаль і Марша Блекберн представили Закон про безпеку дітей в Інтернеті (KOSA). Цей законопроєкт має на меті захистити неповнолітніх від шкоди в Інтернеті, вимагаючи від платформ соціальних мереж запроваджувати заходи безпеки (наприклад, налаштування конфіденційності), проводити незалежні аудити та обмежувати передачу особистої інформації неповнолітніх третім сторонам. Законопроєкт було ухвалено Сенатом у липні 2024 року, але він ще розглядається Палатою представників. Незважаючи на те, що він ще не став законом, KOSA вже викликає сильні суперечки, і такі організації, як Electronic Frontier Foundation (EFF), виступають проти нього, стверджуючи, що закон призведе до «широкої онлайн-цензури законної інформації, включно з контентом, який покликаний допомогти дітям орієнтуватися та долати ті самі шкоди, які він і визнає».
У травні 2023 року генеральний хірург Сполучених Штатів вжив рідкісного заходу, випустивши рекомендації щодо соціальних мереж і психічного здоров’я. У жовтні 41 штат США розпочав судові процеси проти Meta. Зокрема, генеральні прокурори 33 штатів подали спільний позов через занепокоєння з приводу залежності від Instagram та його впливу на психічне здоров’я молоді. У листопаді 2024 року Австралія ухвалила першу в світі заборону соціальних мереж для осіб молодше 16 років.

## Цифрова допомога психічного здоров'я

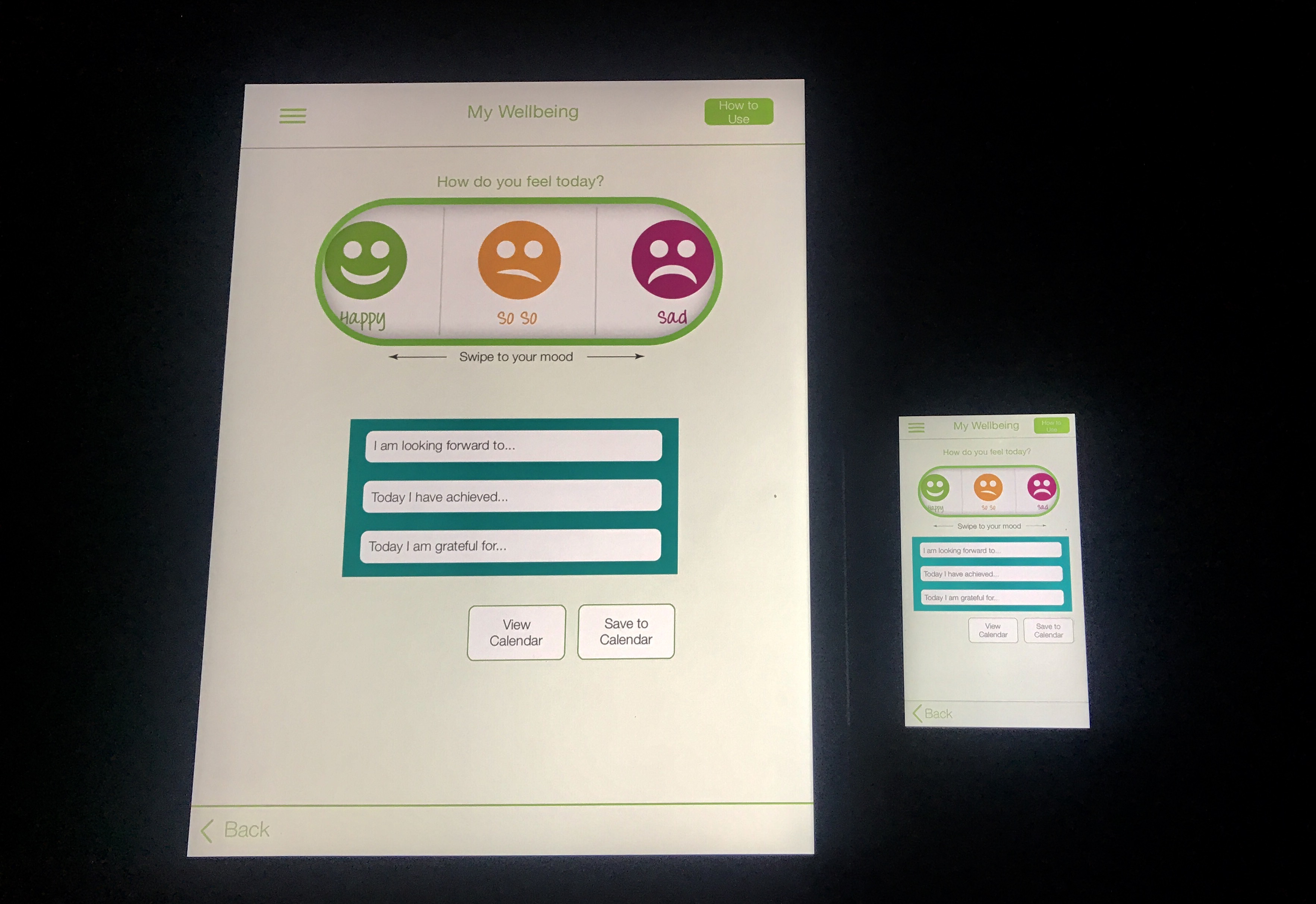
«Wellmind», мобільний додаток Національної служби охорони здоров’я Великої Британії

Цифрові технології також надали можливості для надання психіатричної допомоги в онлайн-форматі; було виявлено позитивний ефект комп’ютеризованої когнітивно-поведінкової терапії при депресії та тривожності. Онлайн-інтервенції на основі майндфулнесу продемонстрували невеликий або помірний позитивний вплив на психічне здоров’я. Найбільший ефект було зафіксовано у зниженні психологічного стресу. Також виявлено позитивні результати щодо депресії, тривожності та загального добробуту.
Звіт комісії The Lancet щодо глобального психічного здоров’я та сталого розвитку за 2018 рік оцінив як переваги, так і ризики, пов’язані з технологіями. У ньому розглядалися ролі технологій у сфері психічного здоров’я, зокрема в громадській освіті, скринінгу пацієнтів, лікуванні, навчанні та супервізії, а також у покращенні системи. Дослідження 2019 року, опубліковане у Front Psychiatry в Національному центрі біотехнологічної інформації, зазначає, що попри велику кількість додатків для психічного здоров’я, немає “еквівалентного поширення наукових доказів їхньої ефективності”.
Стів Блуменфілд і Джефф Левін-Шерц, пишучи у Harvard Business Review, стверджують, що “більшість опублікованих досліджень показують, що телефонна психологічна допомога така ж ефективна, як і особиста, у лікуванні депресії, тривожності та обсесивно-компульсивного розладу.” Вони також посилаються на дослідження 2020 року, проведене у співпраці з Адміністрацією ветеранів, як на доказ цього.

## Епідеміологія
У 1999 році 58% громадян Фінляндії мали мобільний телефон, включно з 75% підлітків віком 15–17 років. У 2000 році більшість домогосподарств США мали принаймні один персональний комп’ютер, а наступного року — доступ до інтернету. У 2002 році більшість опитаних у США повідомили, що мають мобільний телефон. У вересні та грудні 2006 року відповідно Люксембург і Нідерланди стали першими країнами, які повністю перейшли з аналогового телебачення на цифрове, тоді як США розпочали свій перехід у 2008 році. У вересні 2007 року більшість опитаних у США повідомили, що мають широкосмуговий інтернет вдома. У січні 2013 року більшість опитаних у США повідомили, що володіють смартфоном. У 2006 році приблизно 40% домогосподарств США мали домашню відеоігрову консоль, а до 2015 року 51% домогосподарств США володіли такою консоллю. У квітні 2015 року одне опитування серед підлітків у США віком від 13 до 17 років показало, що майже три чверті з них або мали, або мали доступ до смартфона, а 92% виходили в інтернет щодня, з них 24% — “майже постійно”. За опитуванням 2024 року, підлітки в США повідомили, що 95% з них мають доступ до смартфона, 97% часу перебувають онлайн щодня, а 48% — майже постійно.

## Суспільство та культура
У серпні 2015 року в книзі NeuroTribes було визначено низку цифрових спільнот для людей з аутизмом, зокрема Autism Network International, Wrong Planet та список розсилки Autism List при Університеті Святого Іоанна (Нью-Йорк)[1]. Стів Сілберман стверджував, що ці спільноти стали «природним домом», де аутичні користувачі могли взаємодіяти у зручному для себе темпі[2]. Джим Сінклер був учасником Autism List і взяв участь у створенні Autism Network International.

## Додаткова інформація
- Вудс, Г.К. та Скотт, Г. (2016). #СонливіПідлітки: Використання соціальних мереж у підлітковому віці пов'язане з поганою якістю сну, тривогою, депресією та низькою самооцінкою. Журнал підліткового віку, 51(1), 41–49. #Сонливіпідлітки: Використання соціальних мереж у підлітковому віці пов'язане з поганою якістю сну, тривогою, депресією та низькою самооцінкою
- Джонс, А., Хук, М., Поддутурі, П., МакКін, Х., Бейтцелл, Е., і Лісс, М. (2022). Уважність як посередник у зв'язку між залученням соціальних мереж та депресією у молодих людей. Особистість та індивідуальні відмінності, 185. Усвідомленість як посередник у зв'язку між залученням до соціальних мереж та депресією у молодих людей
- Вайт-Госселін, К.-Е. , & Пулен, Ф. (2022). Зв'язок між залежністю молодих людей від соціальних мереж, якістю стосунків з батьками та інтерналізацією проблем: модель аналізу шляху. Canadian Journal of Behavioral Science / Revue Canadienne Des Sciences Du Comportement. Зв'язок між залежністю молодих людей від соціальних мереж, якістю стосунків з батьками та інтерналізацією проблем: модель аналізу шляху.
- Hammad, MA, & Alqarni, TM (2021). Психосоціальний вплив соціальних мереж на саудівське суспільство під час пандемії коронавірусної хвороби 2019 року: перехресне дослідження. PLoS ONE, 16(3). Психосоціальний вплив соціальних мереж на саудівське суспільство під час пандемії коронавірусної хвороби 2019 року: перехресне дослідження
- Хуан, Чюнджунг. «Метааналіз проблемного використання соціальних мереж та психічного здоров’я». Метааналіз проблемного використання соціальних мереж та психічного здоров’я, 9 грудня 2020 року. Метааналіз проблемного використання соціальних мереж та психічного здоров'я .
- Вайгл, Пол Е. і Памела Херст-Делла П'єтра. «Діти та екрани: використання цифрових медіа молоддю та результати психічного здоров’я». Журнал Американської академії дитячої та підліткової психіатрії 60, № 10 (2 жовтня 2021 р.): S297–S297. ДІТИ ТА ЕКРАНИ: ВИКОРИСТАННЯ ЦИФРОВИХ МЕДІА МОЛОДДЮ ТА НАСТУПНІ ПСИХІЧНЕ ЗДОРОВ'Я .